# Sara Chevaugeon
Sara Chevaugeon est une joueuse française de basket-ball née le 12 février 1993 à La Rochelle (Charente-Maritime).

## Biographie
En 2012, avec l'équipe de France des 20 ans et moins, elle accroche la 5e place du championnat d'Europe, étant meilleure marqueuse de son équipe avec une moyenne de 24 minutes de jeu et 10,2 points inscrits par match.
Après la rétrogradation de Challes, elle suit d'autres joueuses du club à Lyon. En décembre 2012, face à Arras, elle marque 19 points pour Lyon dont 14 avec un 4/8 à 2pts et un 3/4 à 3pts lors du troisième quart-temps. 
Après trois ans à Lyon, elle est engagée par le champion de France Bourges pour la saison LFB 2015-2016.
En avril 2020, après trois saisons dans les Ardennes, la dernière étant écourtée par la pandémie de Covid-19, elle s'engage pour l'ASVEL,.
Le 26 avril 2025, lors de sa troisième saison dans le club de Charleville-Mézières, elle remporte à Bercy devant 15000 spectateurs la Coupe de France de Basket grâce à la victoire sur Bourges qui se dessine dans les dernières secondes.

## Équipe nationale
Elle connaît sa première sélection en équipe nationale face aux Britanniques en mai 2015, mais n'est pas retenue dans la sélection finale. Elle obtient sa deuxième sélection, lors des qualifications pour l'Euro 2017 le 19 novembre 2016 face aux Pays-Bas.

## Clubs
- 2001 : La Rochelle
- 2002-2004 :  Ballarat, Australie
- 2005-2008 :  La Rochelle & CREPS Poitou-Charentes
- 2008-2011 :  Centre fédéral de basket-ball
- 2011-2012 :  Challes-les-Eaux Basket
- 2012-2015 :  Union Lyon Basket Féminin
- 2015-2017 :  Tango Bourges Basket
- 2017-2020 :  Flammes Carolos Basket Ardennes
- 2020-2022 :  LDLC ASVEL féminin
- 2022- :  Flammes Carolos Basket Ardennes

## Palmarès

### Équipe de France

#### Seniors
- Médaille d'argent Championnat d'Europe 2019 à Belgrade (Serbie)[11]

#### Jeunes
- Médaille de bronze à l’Euro 16 ans et moins 2009 en[1]
- Médaille d'argent au Mondial 2010 17 ans et moins[1]
- Médaille d’argent à l’Euro 2011 des 18 ans et moins[1]

### Club

#### Seniors
Son palmarès dans des compétitions nationales est:
- Match des champions : 2015[12]
- Vainqueur de la Coupe de France : 2017, 2025[13],[14]
- Finaliste du Championnat de France : 2021-22[15]

Son palmarès dans des compétitions internationales est :
- Vainqueur de l'Eurocoupe : 2016[16].

#### Jeunes
- Championne de France UNSS 2011/2012 avec le Lycée La Ravoire
- Championne de France Espoir 2011/2012 avec Challes les Eaux

## Distinction personnelle
- MVP Espoir de LFB en 2012[1]
- MVP de la finale de la Coupe de France 2025[17]